# Drewonde Bascome
Drewonde Bascome (17 novembre 1992) è un calciatore bermudiano, centrocampista del Devonshire Cougars.